# Blades de New Haven
Les Blades de New Haven sont une équipe professionnelle de hockey sur glace qui a évolué dans l'Eastern Hockey League entre 1954 et 1972.

## Statistiques
| No | Saison    | PJ | V  | D  | N  | BP  | BC  | Pts | Classement                  | Séries éliminatoires | Entraîneur      |
| -- | --------- | -- | -- | -- | -- | --- | --- | --- | --------------------------- | -------------------- | --------------- |
| 1  | 1954-1955 | 46 | 23 | 21 | 2  | 201 | 199 | 48  | 2e de la ligue              | Défaite au 1er tour  | Frank Beisler   |
| 2  | 1955-1956 | 64 | 43 | 18 | 3  | 318 | 206 | 89  | 1er de la ligue             | Vainqueur            | Don Perry       |
| 3  | 1956-1957 | 64 | 31 | 30 | 3  | 276 | 263 | 65  | 3e de la ligue              | Défaite au 1er tour  | Don Perry       |
| 4  | 1957-1958 | 74 | 33 | 36 | 5  | 204 | 180 | 71  | 3e de la ligue              | Défaite au 1er tour  |                 |
| 5  | 1958-1959 | 64 | 29 | 31 | 4  | 201 | 216 | 62  | 3e de la ligue              | Défaite au 1er tour  |                 |
| 6  | 1959-1960 | 64 | 32 | 29 | 3  | 217 | 189 | 67  | 2e de la division Northern  | Finaliste            | Edgar Brenchley |
| 7  | 1960-1961 | 64 | 38 | 25 | 1  | 278 | 221 | 77  | 1er de la division Northern | Finaliste            | Wally Kullman   |
| 8  | 1961-1962 | 68 | 34 | 34 | 0  | 239 | 224 | 68  | 3e de la division Northern  | Défaite au 1er tour  | Wally Kullman   |
| 9  | 1962-1963 | 68 | 27 | 40 | 1  | 240 | 293 | 55  | 5e de la division Northern  | Non qualifié         | Wally Kullman   |
| 10 | 1963-1964 | 72 | 27 | 42 | 3  | 252 | 296 | 57  | 4e de la division Northern  | Défaite au 1er tour  |                 |
| 11 | 1964-1965 | 72 | 19 | 52 | 1  | 238 | 379 | 39  | 6e de la division Northern  | Non qualifié         | Jack LeClair    |
| 12 | 1965-1966 | 72 | 27 | 43 | 2  | 283 | 353 | 56  | 4e de la division Northern  | Défaite au 1er tour  | Jack LeClair    |
| 13 | 1966-1967 | 72 | 27 | 44 | 1  | 241 | 346 | 55  | 5e de la division Northern  | Non qualifié         | Jack LeClair    |
| 14 | 1967-1968 | 72 | 43 | 22 | 7  | 387 | 242 | 93  | 2e de la division Northern  | Défaite au 2e tour   |                 |
| 15 | 1968-1969 | 72 | 39 | 23 | 10 | 343 | 271 | 88  | 3e de la division Northern  | Défaite au 2e tour   | Don Perry       |
| 16 | 1969-1970 | 74 | 39 | 20 | 15 | 377 | 244 | 93  | 2e de la division Northern  | Défaite au 2e tour   |                 |
| 17 | 1970-1971 | 74 | 38 | 21 | 15 | 339 | 244 | 91  | 1er de la division Northern | Finaliste            | Don Perry       |
| 18 | 1971-1972 | 75 | 30 | 35 | 10 | 307 | 333 | 70  | 4e de la division Northern  | Défaite au 1er tour  | Don Perry       |

## Joueurs
Au cours des dix-huit années d'existence de l'équipe, plus de 250 joueurs ont porté les couleurs des Blades. Parmi ceux-ci, Yvan Chasle est celui qui a joué le plus de matches et marqué le plus de buts et de points avec 591 rencontres disputées, 334 buts et 646 points marqués ; il est devancé au nombre d'aides par Claude Boileau qui en a enregistré 369 au cours de sa carrière avec les Blades.